# Трав'яні вужі
Трав'яні́ вужі́ (Opheodrys) — рід неотруйних змій з родини Вужеві. Має 2 види.

## Опис
Загальна довжина представників цього роду коливається від 80 до 110 см. Голова трохи витягнута, очі великі. Тулуб тонкий та стрункий. У низки представників присутній своєрідний кіль на спині, утворений своєрідною лускою. Колір шкіри кремовий, жовтий, оливковий, зелений.

## Спосіб життя
Полюбляють трав'янисту та чагарникову місцину. Звідси й походить їх назва. Часто зустрічаються поблизу водойм. Активні вдень. Харчуються комахами, овочами, дрібними ящірками й амфібіями.
Це яйцекладні змії. Самиці відкладають до 16 яєць.

## Розповсюдження
Мешкають у Північній Америці.

## Види
- Opheodrys aestivus
- Opheodrys vernalis